# وارویک، کبک
وارویک (به فرانسوی: Warwick) شهرکی در منطقه شهری آرتاباسکا ناحیه سانتر-دو-کبک در استان کبک کانادا است. در سرشماری سال ۲۰۱۱ این شهرک ۴٬۷۲۰ نفر جمعیت داشته‌است و مساحت آن ۱۱۴٫۰۱ کیلومتر مربع است.